# Championnat d'Uruguay de football 1993
Navigation
Saison précédente Saison suivante
La saison 1993 du Championnat d'Uruguay de football est la quatre-vingt-onzième édition du championnat de première division en Uruguay. Les treize meilleurs clubs du pays sont regroupés au sein d'une poule unique, la Primera División, où ils s'affrontent deux fois au cours de la saison, à domicile et à l'extérieur. En fin de saison, les deux derniers du classement sont relégués et remplacés par les deux meilleurs clubs de deuxième division.
C'est le Club Atlético Peñarol qui est sacré champion d'Uruguay cette saison après avoir terminé en tête du classement final avec deux points d’avance sur Defensor Sporting Club et quatre sur Danubio Fútbol Club. C'est le 39e titre de champion d'Uruguay de l’histoire du club.

## Qualifications continentales
Les deux premiers de la Liguilla pré-Libertadores obtiennent leur billet pour la prochaine Copa Libertadores tandis que les 3e et 4e sont qualifiés pour la Coupe CONMEBOL, la nouvelle compétition continentale mise en place par la confédération sud-américaine.

## Les clubs participants
| - CA Peñarol - Defensor Sporting Club - Club Nacional de Football - Club Atlético Bella Vista - Club Atlético Progreso - Racing Club de Montevideo | - CA River Plate - Danubio FC - CA Cerro - Liverpool Fútbol Club - Rampla Juniors Fútbol Club - Promu de D2 - Montevideo Wanderers - Huracán Buceo - Promu de D2 |

## Compétition

### Classement
Le barème utilisé pour établir le classement est le suivant :
- Victoire : 2 points
- Match nul : 1 point
- Défaite : 0 point

| Rang | Équipe                      | Pts | J  | G  | N  | P  | Bp | Bc | Diff |
| ---- | --------------------------- | --- | -- | -- | -- | -- | -- | -- | ---- |
| 1    | Club Atlético Peñarol       | 36  | 24 | 16 | 4  | 4  | 50 | 19 | +31  |
| 2    | Defensor Sporting Club      | 34  | 24 | 13 | 8  | 3  | 27 | 14 | +13  |
| 3    | Danubio Fútbol Club         | 32  | 24 | 13 | 6  | 5  | 29 | 18 | +11  |
| 4    | Club Nacional de FootballT  | 29  | 24 | 11 | 7  | 6  | 38 | 28 | +10  |
| 5    | Club Atlético Progreso      | 25  | 24 | 6  | 13 | 5  | 24 | 23 | +1   |
| 6    | Club Atlético Cerro         | 24  | 24 | 8  | 8  | 8  | 24 | 25 | -1   |
| 7    | Montevideo Wanderers        | 22  | 24 | 7  | 8  | 9  | 23 | 25 | -2   |
| 8    | Rampla Juniors Fútbol ClubP | 21  | 24 | 5  | 11 | 8  | 17 | 24 | -7   |
| 9    | Liverpool Fútbol Club       | 20  | 24 | 6  | 8  | 10 | 16 | 24 | -8   |
| 10   | CA River Plate              | 20  | 24 | 6  | 8  | 10 | 20 | 32 | -12  |
| 11   | Club Atlético Bella Vista   | 18  | 24 | 6  | 6  | 12 | 19 | 26 | -7   |
| 12   | Huracán BuceoP              | 18  | 24 | 5  | 8  | 11 | 31 | 43 | -12  |
| 13   | Racing Club de Montevideo   | 13  | 24 | 3  | 7  | 14 | 10 | 27 | -17  |

|  | Club champion d’Uruguay et qualifié pour la Liguilla pré-Libertadores |
|  | Qualification pour la Liguilla pré-Libertadores                       |
|  | Relégation directe en deuxième division                               |
|  | T : Tenant du titre P : Promu de D2                                   |

### Liguilla pré-Libertadores
Les six premiers du classement disputent la Liguilla pour déterminer les qualifiés pour la Copa Libertadores et la Copa CONMEBOL. 
| Rang | Équipe                    | Pts | J | G | N | P | Bp | Bc | Diff |  | Résultats (▼ dom., ► ext.) | Nac | Def | Peñ | Dan | Pro | Cerl |
| ---- | ------------------------- | --- | - | - | - | - | -- | -- | ---- |  | -------------------------- | --- | --- | --- | --- | --- | ---- |
| 1    | Club Nacional de Football | 8   | 5 | 3 | 2 | 0 | 7  | 3  | +4   |  | Club Nacional de Football  |     | 1-0 | 3-1 | 1-1 | 1-1 | 1-0  |
| 2    | Defensor Sporting Club    | 7   | 5 | 3 | 1 | 1 | 7  | 3  | +4   |  | Defensor Sporting Club     |     |     | 2-0 | 0-0 | 2-0 | 3-2  |
| 3    | Club Atlético Peñarol     | 6   | 5 | 3 | 0 | 2 | 13 | 7  | +6   |  | Club Atlético Peñarol      |     |     |     | 4-1 | 5-0 | 3-1  |
| 4    | Danubio Fútbol Club       | 5   | 5 | 1 | 3 | 1 | 8  | 10 | -2   |  | Danubio Fútbol Club        |     |     |     |     | 2-2 | 4-3  |
| 5    | Club Atlético Progreso    | 3   | 5 | 0 | 3 | 2 | 4  | 11 | -7   |  | Club Atlético Progreso     |     |     |     |     |     | 1-1  |
| 6    | Club Atlético Cerro       | 1   | 5 | 0 | 1 | 4 | 7  | 12 | -5   |  | Club Atlético Cerro        |     |     |     |     |     |      |

## Bilan de la saison
| Championnat d'Uruguay de football 1993 |                                   |
| Champion                               | Club Atlético Peñarol (39e titre) |
| Qualifications continentales           |                                   |
| Copa Libertadores 1994                 | Club Nacional de Football         |
| Copa Libertadores 1994                 | Defensor Sporting Club            |
| Copa CONMEBOL 1994                     | Club Atlético Peñarol             |
| Copa CONMEBOL 1994                     | Danubio Fútbol Club               |
| Promotions et relégations              |                                   |
| Promus en Primera División             | Club Atlético Basáñez             |
| Promus en Primera División             | Central Español Fútbol Club       |
| Relégués en Primera B                  | Racing Club de Montevideo         |
| Relégués en Primera B                  | Huracán Buceo                     |